# Who’s That Girl World Tour
Who’s That Girl World Tour – druga trasa koncertowa Madonny, tym razem w pełni światowa. Tournée promowało ścieżkę dźwiękową Who’s That Girl oraz wydany rok wcześniej album True Blue. Był to początek wielkich tras koncertowych Madonny, które odbywają się do dziś i są uznawane za najbardziej widowiskowe koncerty świata.

## Support
- Level 42 (wszystkie koncerty)

## Lista utworów
1. "Open Your Heart"
2. "Lucky Star"
3. "True Blue"
4. "Papa Don’t Preach"
5. "White Heat"
6. "Causing a Commotion"
7. "The Look of Love"
8. Medley: 
  1. "Dress You Up"
  2. "Material Girl"
  3. "Like a Virgin" (elementy "I Can’t Help Myself (Sugar Pie Honey Bunch)")
9. "Where’s the Party"
10. "Live to Tell"
11. "Into the Groove"
12. "La Isla Bonita"
13. "Who’s That Girl"
14. "Holiday"

## Lista koncertów
| Mapy |
| --- |
| OsakaTokio Miasta, które objęła trasa, na mapie Japonii. MiamiAtlantaWaszyngtonTorontoMontrealFoxboroughFiladelfiaNowy JorkSeattleAnaheimMountain ViewHoustonIrvingSaint PaulChicagoEast TroyRichfieldPontiacEast R. Miasta, które objęła trasa, na mapie Stanów Zjednoczonych. LeedsLondynFrankfurt nad MenemRotterdamSceaux · (Paryż)NiceaTurynFlorencja Miasta, które objęła trasa, na mapie Europy. |

| Azja             |                     |                   |                           |
| 14 czerwca 1987  | Osaka               | Japonia           | Stadion Osaka             |
| 15 czerwca 1987  | Osaka               | Japonia           | Stadion Osaka             |
| 21 czerwca 1987  | Tokio               | Japonia           | Stadion Korakuen          |
| 22 czerwca 1987  | Tokio               | Japonia           | Stadion Korakuen          |
| Ameryka Północna |                     |                   |                           |
| 27 czerwca 1987  | Miami               | Stany Zjednoczone | Orange Bowl               |
| 29 czerwca 1987  | Atlanta             | Stany Zjednoczone | Koloseum Omni             |
| 2 lipca 1987     | Waszyngton          | Stany Zjednoczone | Stadion RFK               |
| 4 lipca 1987     | Toronto             | Kanada            | Stadion Exhibition        |
| 6 lipca 1987     | Montreal            | Kanada            | Montreal Forum            |
| 7 lipca 1987     | Montreal            | Kanada            | Montreal Forum            |
| 9 lipca 1987     | Foxborough          | Stany Zjednoczone | Stadion Sullivan          |
| 11 lipca 1987    | Filadelfia          | Stany Zjednoczone | Stadion Veterans          |
| 13 lipca 1987    | Nowy Jork           | Stany Zjednoczone | Madison Square Garden     |
| 15 lipca 1987    | Seattle             | Stany Zjednoczone | Stadion King County Domed |
| 18 lipca 1987    | Anaheim             | Stany Zjednoczone | Stadion Anaheim           |
| 20 lipca 1987    | Mountain View       | Stany Zjednoczone | Amfiteatr Shoreline       |
| 21 lipca 1987    | Mountain View       | Stany Zjednoczone | Amfiteatr Shoreline       |
| 24 lipca 1987    | Houston             | Stany Zjednoczone | Reliant Astrodome         |
| 26 lipca 1987    | Irving              | Stany Zjednoczone | Stadion Texas             |
| 29 lipca 1987    | Saint Paul          | Stany Zjednoczone | Civic Center Arena        |
| 31 lipca 1987    | Chicago             | Stany Zjednoczone | Soldier Field             |
| 2 sierpnia 1987  | East Troy           | Stany Zjednoczone | Teatr Alpine Valley Music |
| 4 sierpnia 1987  | Richfield           | Stany Zjednoczone | Koloseum Richfield        |
| 5 sierpnia 1987  | Richfield           | Stany Zjednoczone | Koloseum Richfield        |
| 7 sierpnia 1987  | Pontiac             | Stany Zjednoczone | Stadion Silverdome        |
| 9 sierpnia 1987  | East Rutherford     | Stany Zjednoczone | Stadion Giants            |
| Europa           |                     |                   |                           |
| 15 sierpnia 1987 | Leeds               | Wielka Brytania   | Park Roundhay             |
| 18 sierpnia 1987 | Londyn              | Wielka Brytania   | Stadion Wembley           |
| 19 sierpnia 1987 | Londyn              | Wielka Brytania   | Stadion Wembley           |
| 20 sierpnia 1987 | Londyn              | Wielka Brytania   | Stadion Wembley           |
| 22 sierpnia 1987 | Frankfurt nad Menem | Niemcy            | Stadion Wald              |
| 25 sierpnia 1987 | Rotterdam           | Holandia          | Stadion Feijenoord        |
| 26 sierpnia 1987 | Rotterdam           | Holandia          | Stadion Feijenoord        |
| 29 sierpnia 1987 | Paryż               | Francja           | Park de Sceaux            |
| 31 sierpnia 1987 | Nicea               | Francja           | Stadion de l’Ouest        |
| 4 września 1987  | Turyn               | Włochy            | Stadion Komunalny         |
| 6 września 1987  | Florencja           | Włochy            | Stadion Artemio Franchi   |

## Sprzedaż biletów
| Obiekt                | Miasto              | Sprzedaż biletów            | Dochód       |
| --------------------- | ------------------- | --------------------------- | ------------ |
| Stadion Osaka         | Osaka               | 89 996 / 89 996 (100%)      | 888 773 $    |
| Stadion Korakuen      | Tokio               | 65 000 / 65 000 (100%)      | 780 123 $    |
| Orange Bowl           | Miami               | 95 987 / 95 987 (100%)      | 1 597 473 $  |
| Stadion RFK           | Waszyngton          | 56 000 / 56 000 (100%)      | 1 200 000 $  |
| Stadion Exhibition    | Toronto             | 50 013 / 50 013 (100%)      | 633 427 $    |
| Montreal Forum        | Montreal            | 32 985 / 32 985 (100%)      | 430 735 $    |
| Stadion Veterans      | Filadelfia          | 78 300 / 78 300 (100%)      | 345 880 $    |
| Madison Square Garden | Nowy Jork           | 12 300 / 12 300 (100%)      | 1 890 415 $  |
| Reliant Astrodome     | Houston             | 83 900 / 83 900 (100%)      | 923 000 $    |
| Stadion Texas         | Irving              | 65 675 / 65 675 (100%)      | 1 340 000 $  |
| Soldier Field         | Chicago             | 56 923 / 56 923 (100%)      | 751 854 $    |
| Stadion Silverdome    | Pontiac             | 56 000 / 56 000 (100%)      | 638 264 $    |
| Stadion Giants        | East Rutherford     | 51 000 / 51 000 (100%)      | 1 832 780 $  |
| Park Roundhay         | Leeds               | 39 000 / 40 000 (90%)       | 490 210 $    |
| Stadion Wembley       | Londyn              | 288 000 / 288 000 (100%)    | 4 984 956 $  |
| Stadion Wald          | Frankfurt nad Menem | 51 981 / 51 981 (100%)      | 2 177 515 $  |
| Park de Sceaux        | Paryż               | 131 100 / 131 100 (100%)    | 1 989 234 $  |
| Stadion Komunalny     | Turyn               | 65 000 / 65 000 (100%)      | 1 294 050 $  |
|                       | RAZEM               | 1 542 285 / 1 552 285 (99%) | 25 048 689 $ |

## Koncerty odwołane
| Data            | Miasto | Kraj    | Obiekt           |
| --------------- | ------ | ------- | ---------------- |
| 20 czerwca 1987 | Tokio  | Japonia | Stadion Korakuen |

## Muzycy
- Keyboardy: Patrick Leonard, Jai Winding
- Gitary: James Harrah, David Williams
- Gitara basowa: Kerry Hatch
- Bębny: Jonathon Moffett, John Good
- Perkusja: Luis Conte
- Wokal wspierający: Donna DeLory, Niki Haris, Debra Parson, Nadirah Shakoor (tylko podczas części azjatyckiej w miejsce Debry Parson)
- Tancerze: Shabba Doo, Angel Ferreira, Christopher Finch
- Obsługa muzyków: Eddie Reynolds (keyboardy), John Good (bębny), Andy Gerome (gitary)

## Produkcja trasy
- Reżyser: Jeffrey Hornaday
- Asystent reżysera: Michelle Johnson
- Kierownik muzyczny: Patrick Leonard
- Choreograf: Shabba Doo
- Scenograf: Jerome Sirlin
- Projektant kostiumów: Marlene Stewart
- Garderoba: Christopher Ciccone, Rod Saduski
- Makijażysta i fryzjer: Debi Mazar
- Trener: Robert Parr
- Menedżer trasy koncertowej: Eric Barrett
- Asystent menedżera trasy koncertowej: Dan Wohleen
- Menedżer produkcji: Gerry Stickells, Paul Clements, Chris Lamb
- Rezerwacja koncertów: Tom Ross, Rob Light
- Specjalista do spraw reklamy: Liz Rosenberg
- Asystent Madonny: Melissa Crow
- Menedżer Madonny: Freddy DeMann
- Inżynier dźwięku: Dave Cob
- Realizator dźwięku: Randy Weitzel, Milton Green, Steven Helm, Tom Menching, Robert Miller, John Powell, Rex Ray
- Projektant i reżyser oświetlenia sceny: Peter Morse
- Kierownik oświetlenia sceny: Bonnie Becker
- Realizator oświetlenia: Philip Zammit, Ronald Curle, Robert Sexton, Mitchell Keller
- Operator reflektora: Larry Sizemore, Eric Dismuke, Dary Lewis, Joey Chardukian, Steve Owens
- Konstruktor sceny: John McGraw, John Miles
- Obsługa sceny: Jim Aman, David Knopf, Curtis Battles, Lennie Guice, Mike Pagan, Eddie McNeil, Jeff Johnson